# Franciscus van Spoelberch
Franciscus Philippus Benedictus van Spoelberch (Leuven, 22 december 1676 - 13 of 18 juli 1751), lid van de Brabantse familie Spoelberch, was burgemeester van Leuven.

## Levensloop
François was de enige zoon van Christophe van Spoelbergh (1633-1707), heer van Lovenjoel, en van Jeanne-Catherine Becx (overleden in 1691). In 1690 werd hij ingeschreven in het register van de Patriciërs van Leuven en in 1696 werd hij opgenomen bij de geslachten van Brussel.
Hij trad in 1697 in eerste huwelijk met Suzanne van Dilbeek, de enige dochter van Frederic van Dilbeek, baron van Holsbeek en heer van Attenhove. Hij huwde een tweede maal in 1708 met Jeanne-Isabelle le Comte dit d'Orville (1683-1762), dochter van Jean-Pierre le Comte, hoofdintendant van het kanaal naar Brussel.
In 1700 werd hij raadslid van Leuven. In 1704 werd hij deken van de 'Gilde der dekenen' en in 1713 was hij opnieuw raadslid van de stad. Van 1713 tot 1717 was hij tevens halmeester. In 1717 en in 1721 werd hij schepen van Leuven. In 1727 werd hij burgemeester van de stad, maar zijn verkiezing werd, op klacht van zijn concurrent P. Baelmans, verbroken door de Raad van Brabant. In 1730 werd hij dan toch burgemeester. In 1734 en 1737 was hij weer schepen. Van 1743 tot 1745 was hij deken van de Gilde der dekenen. In 1745 was hij opnieuw schepen.